# S.W.I.N.E.
S.W.I.N.E. (Strategic Warfare In a Nifty Environment) est un jeu vidéo de stratégie en temps réel sorti en 2001 et fonctionne sur Windows. Le jeu a été développé par StormRegion (en) puis édité par FishTank Studios (détenu par Fishtank Interactive (en)).
Pour noël 2005, StormRegion (en) l'a offert gratuitement en téléchargement sur son site. StormRegion a fermé ses portes en 2008.
En 2019, ce jeu est remastérisé sous le nom S.W.I.N.E.: HD Remaster.

## L'histoire
Le 26 juillet, les troupes Cochonnes envahissent par surprise le territoire des Lapins : Carrotland. Les Lapins sont dans le désarroi le plus total...

## Multijoueur
Le mode multijoueur est en fait composé de dix cartes accessibles en mode deathmatch et CTF.

## Accueil
| S.W.I.N.E.            |      |       |
| Média                 | Pays | Notes |
| Computer Gaming World | US   | 2/5   |
| Gamekult              | FR   | 5/10  |
| GameSpot              | US   | 78 %  |
| Gen4                  | FR   | 13/20 |
| IGN                   | US   | 65 %  |
| Jeuxvideo.com         | FR   | 13/20 |
| Joystick              | FR   | 68 %  |
| Compilations de notes |      |       |
| Metacritic            | US   | 65 %  |